# أرتيم ديريباسكو
أرتيم ديريباسكو (بالروسية: Дерепаско, Артём Валерьевич)‏ مواليد 26 يناير 1980 في أوفا، روسيا، هو لاعب كرة مضرب روسي سابق وكان يلعب باليد اليمنى. أعلى تصنيف له في الفردي كان المركز الـ 189 في سنة 2002. أعلى تصنيف له في الزوجي كان المركز الـ 189 في سنة 2002.